# Hong Kong Film Award de la meilleure réalisation

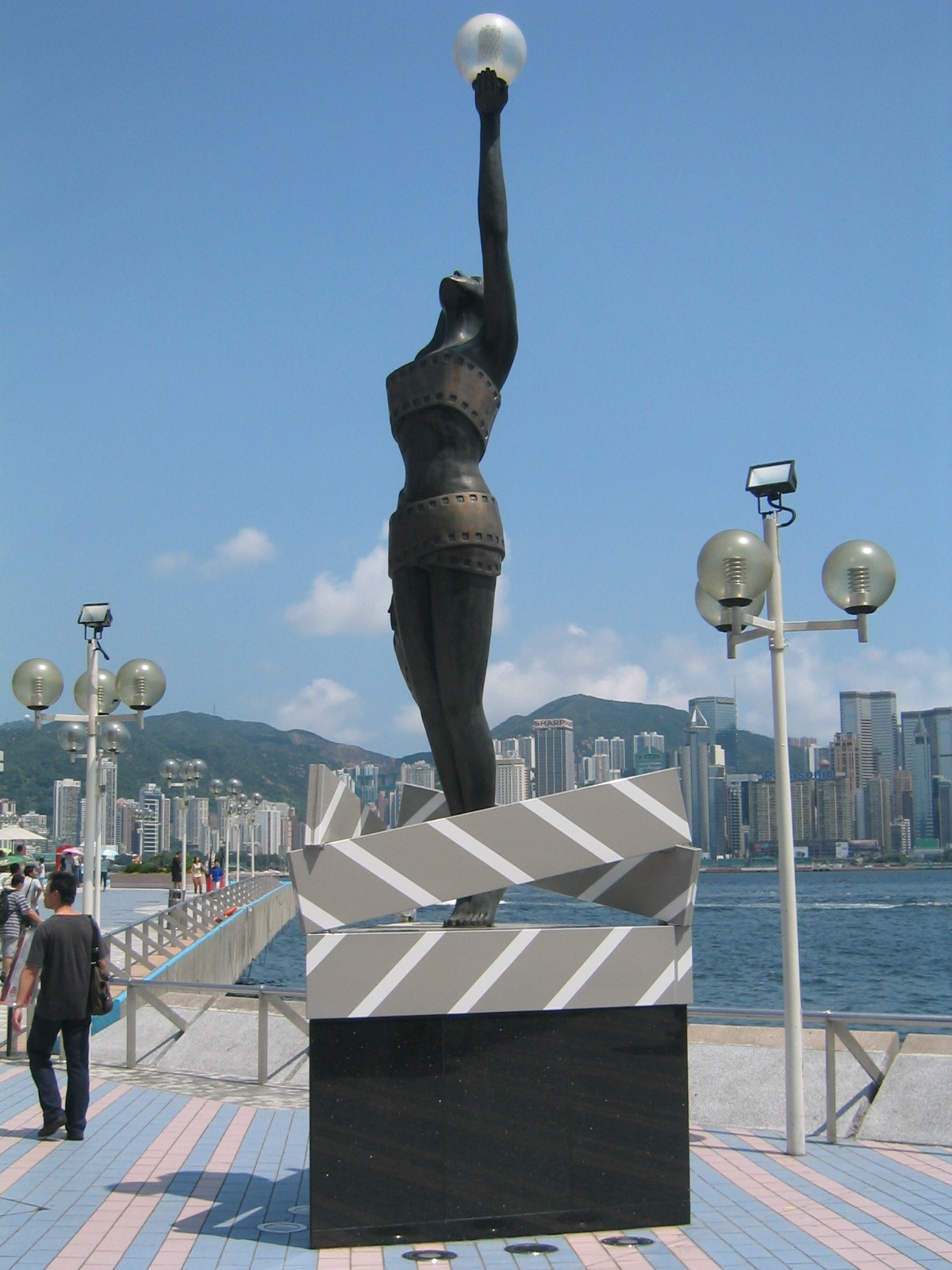
L'Avenue des Stars à Tsim Sha Tsui, Hong Kong

Le Hong Kong Film Award de la meilleure réalisation est une récompense cinématographique remise chaque année depuis 1982. Celle-ci est décernée à un réalisateur ou une réalisatrice pour son travail de mise en scène, jugé comme étant le meilleur de l'année écoulée.

## Liste des vainqueurs du Hong Kong Film Award de la meilleure réalisation

### Années 1980
- 1982 : Allen Fong, pour Father and Son
- 1983 : Ann Hui, pour Passeport pour l'enfer
- 1984 : Allen Fong, pour Ah Ying
- 1985 : Po-Chi Leung, pour Hong Kong 1941
- 1986 : Mabel Cheung, pour The Illegal Immigrant
- 1987 : Allen Fong, pour Just Like Weather
- 1988 : Ringo Lam, pour City on Fire
- 1989 : Stanley Kwan, pour Rouge

### Années 1990
- 1990 : John Woo, pour The Killer
- 1991 : Wong Kar-wai, pour Nos années sauvages
- 1992 : Tsui Hark, pour Il était une fois en Chine
- 1993 : Jacob Cheung, pour Cageman
- 1994 : Derek Yee, pour C'est la vie, mon chéri
- 1995 : Wong Kar-wai, pour Chungking Express
- 1996 : Ann Hui, pour Summer Snow
- 1997 : Peter Chan, pour Comrades, Almost a Love Story
- 1998 : Fruit Chan, pour Made in Hong Kong
- 1999 : Gordon Chan et Dante Lam, pour Beast Cops

### Années 2000
- 2000 : Johnnie To, pour The Mission
- 2001 : Ang Lee, pour Tigre et Dragon
- 2002 : Stephen Chow, pour Shaolin Soccer
- 2003 : Andrew Lau et Alan Mak, pour Infernal Affairs
- 2004 : Johnnie To, pour PTU
- 2005 : Derek Yee, pour One Nite in Mongkok
- 2006 : Johnnie To, pour Election
- 2007 :  Patrick Tam pour After This Our Exile
- 2008 : Peter Chan pour Les Seigneurs de la guerre
- 2009 : Ann Hui, pour The Way We Are

### Années 2010
- 2010 : Teddy Chen, pour Bodyguards and Assassins
- 2011 : Tsui Hark, pour Détective Dee : Le Mystère de la flamme fantôme
- 2012 : Ann Hui, pour Une vie simple
- 2013 : Longman Leung et Sunny Luk, pour Cold War
- 2014 : Wong Kar-wai pour The Grandmaster
- 2015 : Ann Hui pour The Golden Era
- 2016 : Tsui Hark pour La Bataille de la Montagne du Tigre
- 2017 : Frank Hui, Jevons Au et Vicky Wong pour Trivisa
- 2018 : Ann Hui pour Our Time Will Come
- 2019 : Felix Chong pour Project Gutenberg

### Années 2020
- 2020 : Derek Tsang pour Better Days
- 2022 : Benny Chan pour Raging Fire
- 2023 : Wai Ka-fai pour Detective vs Sleuths
- 2024 : Soi Cheang pour Mad Fate

## Records
- Réalisateurs les plus récompensés : Ann Hui (6 fois en 1983, 19964, 2009, 2012, 2015 et 2018) puis viennent Allen Fong (3 fois en 1982, 1984 et 1987), Johnnie To (3 fois en 2000, 2004 et 2006), Wong Kar-wai (3 fois en 1992, 1995 et 2014) et Tsui Hark (3 fois en 1991, 2011 et 2016 ).

- Réalisateur le plus nommé : Johnnie To (13 fois entre 1990 et 2007)